# 潘伯通
潘伯通（1393年—？），字學古，河南汝寧府光州光山縣人，民籍。明朝政治人物。進士出身。

## 生平
河南鄉試第一百六十名。正統十年（1445年）乙丑科會試第七十八名，殿試登進士第三甲第八十九名。

## 家族
曾祖潘榮。祖父潘秀興。父亲潘道真。